# نرکین سزنک
نرکین سزنک (به ارمنی: Ներքին Սզնեք) یک منطقهٔ مسکونی در جمهوری آرتساخ است که در استان آسکران واقع شده‌است. نرکین سزنک ۱۳۱ نفر جمعیت دارد.